# يان غيليسبي
يان غيليسبي (بالإنجليزية: Ian Gillespie)‏ (6 مايو 1913 في المملكة المتحدة - 5 مارس 1988 في المملكة المتحدة) هو لاعب كرة قدم بريطاني (وحمل سابقاً جنسية المملكة المتحدة لبريطانيا العظمى وأيرلندا) في مركز الهجوم. لعب مع إيبسويتش تاون وكريستال بالاس وكولتشستر يونايتد ونورويتش سيتي وهارويتش وباركستون ‏ ونادي ليستون.